# Elisabeth Maragall i Vergé
Elisabeth Maragall i Vergé (Barcelona, 25 de setembre de 1970) és una jugadora d'hoquei sobre herba que guanyà la medalla d'or en els Jocs Olímpics de Barcelona 1992.
Besnéta del poeta Joan Maragall i neboda del president de la Generalitat Pasqual Maragall. desenvolupà tota la seva carrera esportiva al Júnior de Sant Cugat guanyant una Copa de la Reina (1988), un Campionat de Catalunya (1991) i el títol de Primera Divisió (1991). Va participar amb la selecció espanyola als Jocs Olímpics de Barcelona 1992, on aconseguí guanyar la medalla d'or. Maragall va marcar el gol de la victòria en temps afegit en la final olímpica contra Alemanya.
L'any 2016 fou guardonada amb el Premi Llegendari de la 20a Festa de l'Esport Català, organitzada per la Unió de Federacions Esportives de Catalunya i el diari Sport.